# Мольтерер, Вильгельм
Вильге́льм Мо́льтерер (нем. Wilhelm Molterer; род. 14 мая 1955, Штайр) — австрийский политик.
Министр сельского хозяйства Австрии в 1994—2003 годах. Вице-канцлер и министр финансов Австрии в коалиционном правительстве Альфреда Гузенбауэра в 2007—2008 годах.
Лидер Австрийской народной партии в 2007—2008 годах. Ушёл в отставку с поста лидера партии вскоре после неудачных для партии досрочных парламентских выборов, состоявшихся 28 сентября 2008 года.

## Награды
- Почётный знак «За заслуги перед Австрийской Республикой»